# St. Albans, Nottinghamshire
St. Albans är en civil parish i distriktet Gedling i grevskapet Nottinghamshire i England. Den bildades den 1 april 2018.